# César (film, 1936)
Pour les articles homonymes, voir César.
Série Trilogie marseillaise
Fanny
(1932)
Pour plus de détails, voir Fiche technique et Distribution.
César est un film français écrit et réalisé par Marcel Pagnol, sorti en 1936. Dernier volet de la Trilogie marseillaise, le film bénéficie d'un considérable succès populaire. Unique long métrage de la trilogie à être réalisé par Marcel Pagnol, il succède aux deux volets du triptyque après Marius, sorti en 1931, et Fanny, sorti en 1932.

## Synopsis

Distribution : rôles principaux
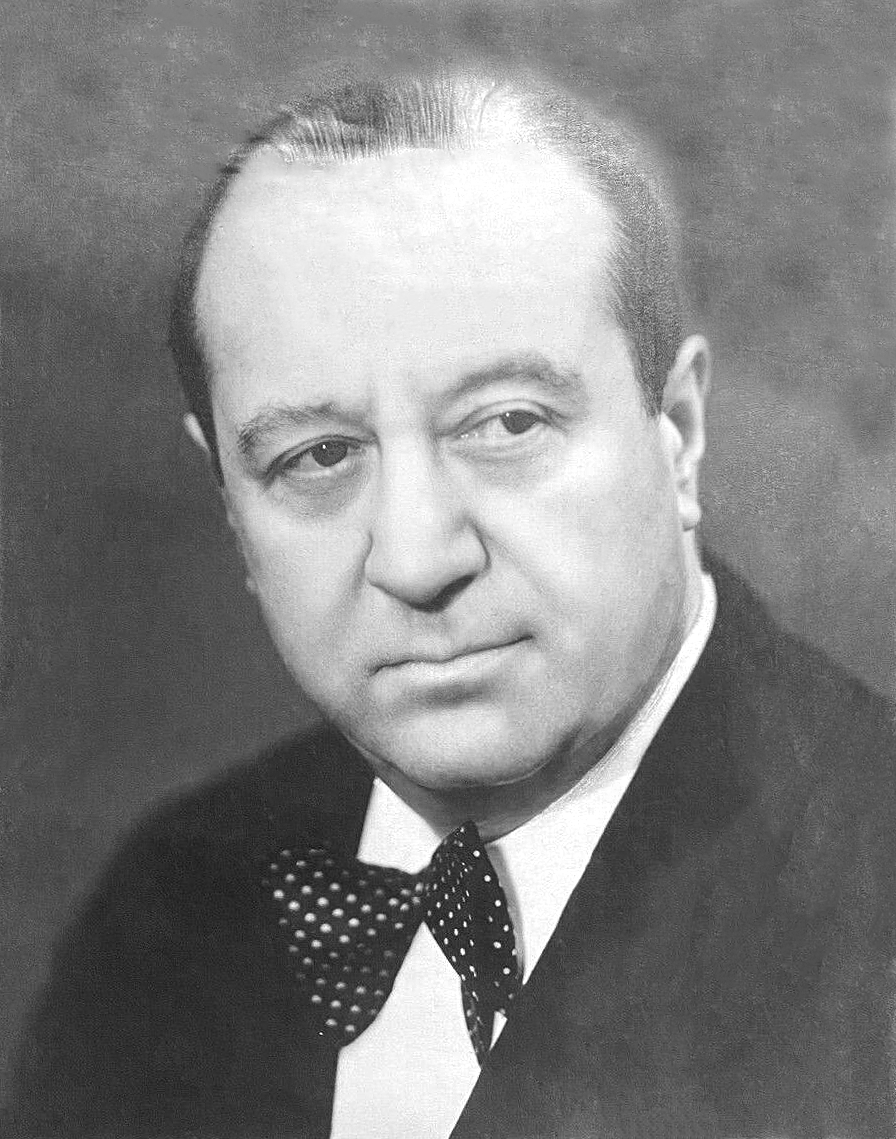
Raimu, (César Ollivier)
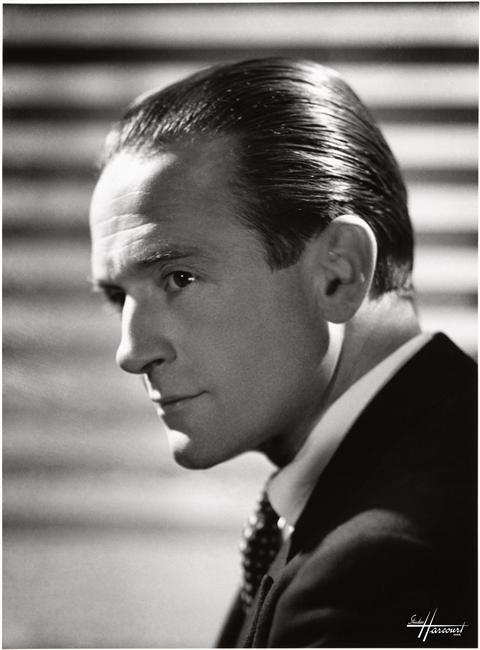
Pierre Fresnay, (Marius Ollivier, fils de César)
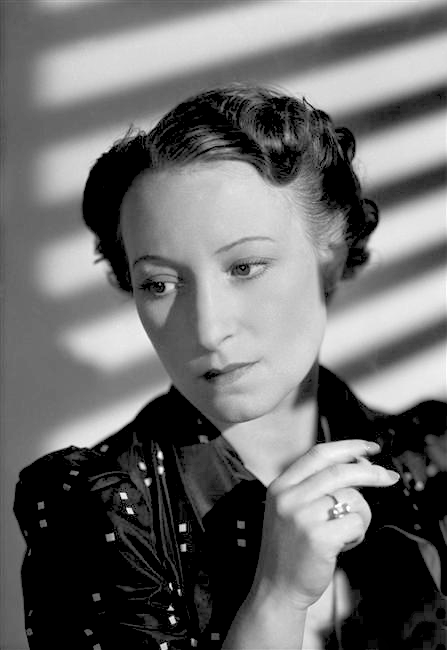
Orane Demazis, (Fanny Cabanis)
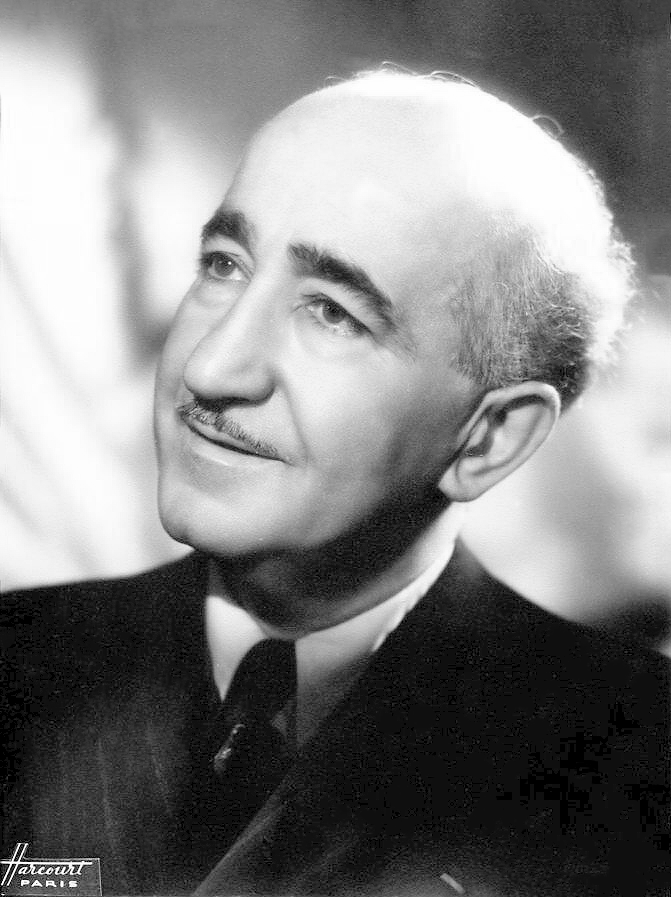
Fernand Charpin, (Honoré Panisse)
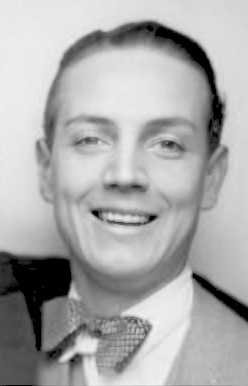
André Fouché, (Césariot Panisse)
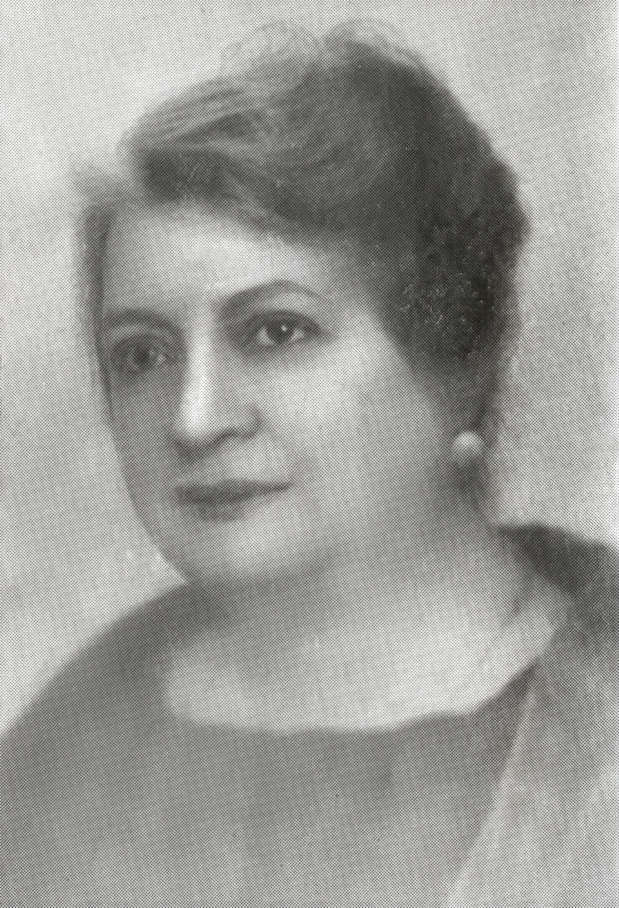
Alida Rouffe, (Honorine Cabanis, mère de Fanny)
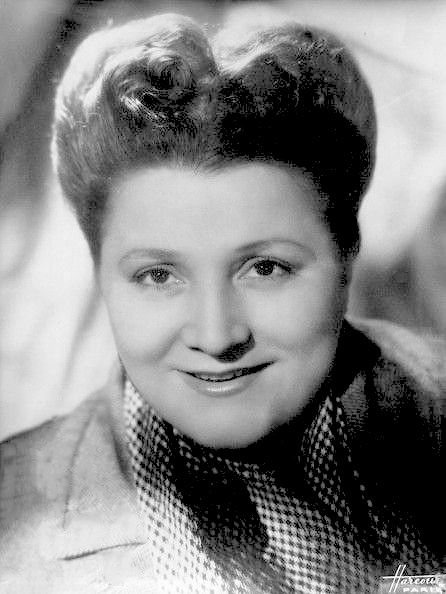
Milly Mathis, (Claudine Foulon, tante de Fanny)
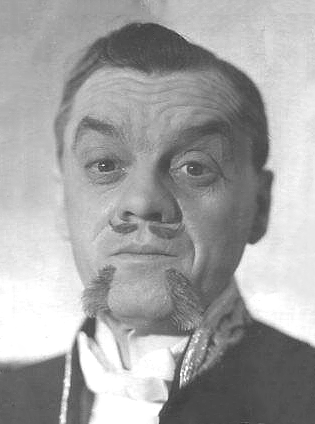
Marcel Maupi, (Innocent Mangiapan)
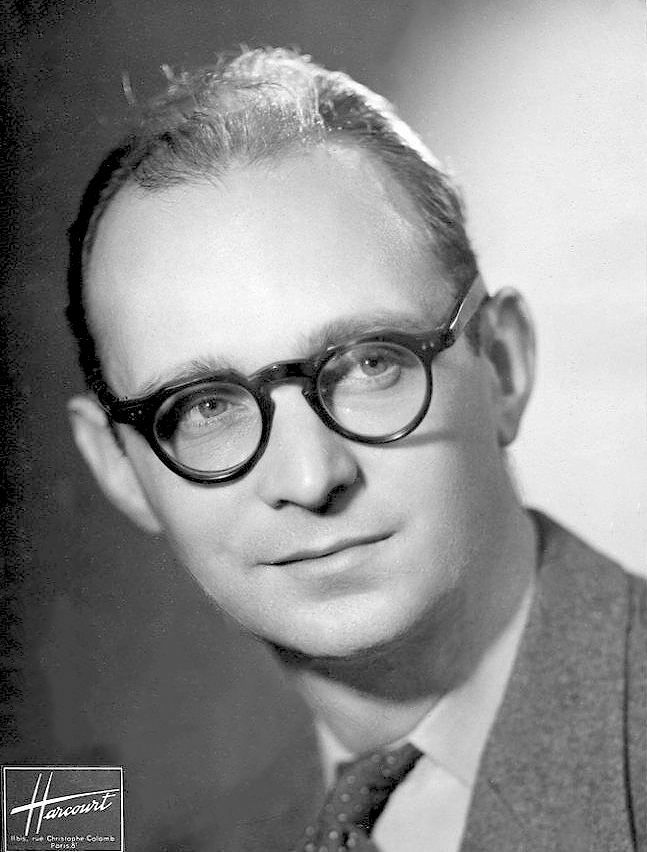
Robert Vattier, (Aldebert "Monsieur" Brun)
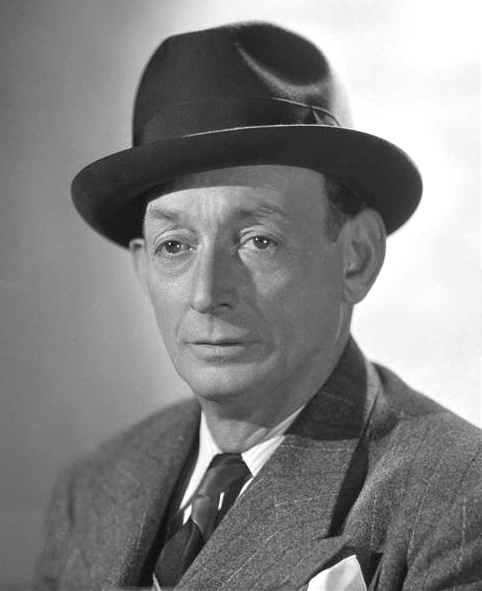
Édouard Delmont, (Docteur Félicien Venelle)
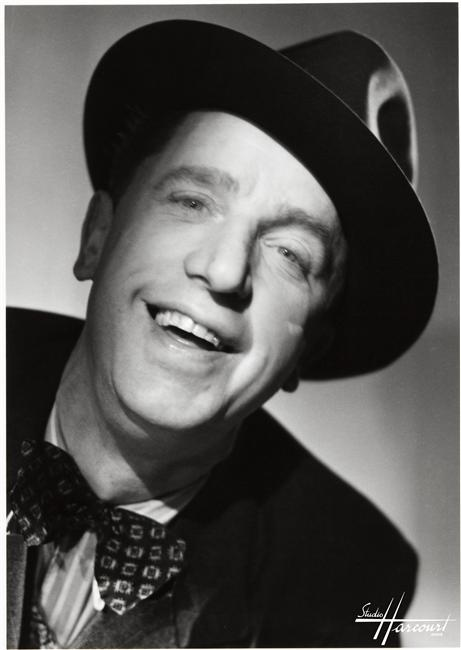
Rellys, (l'employé de Panisse)
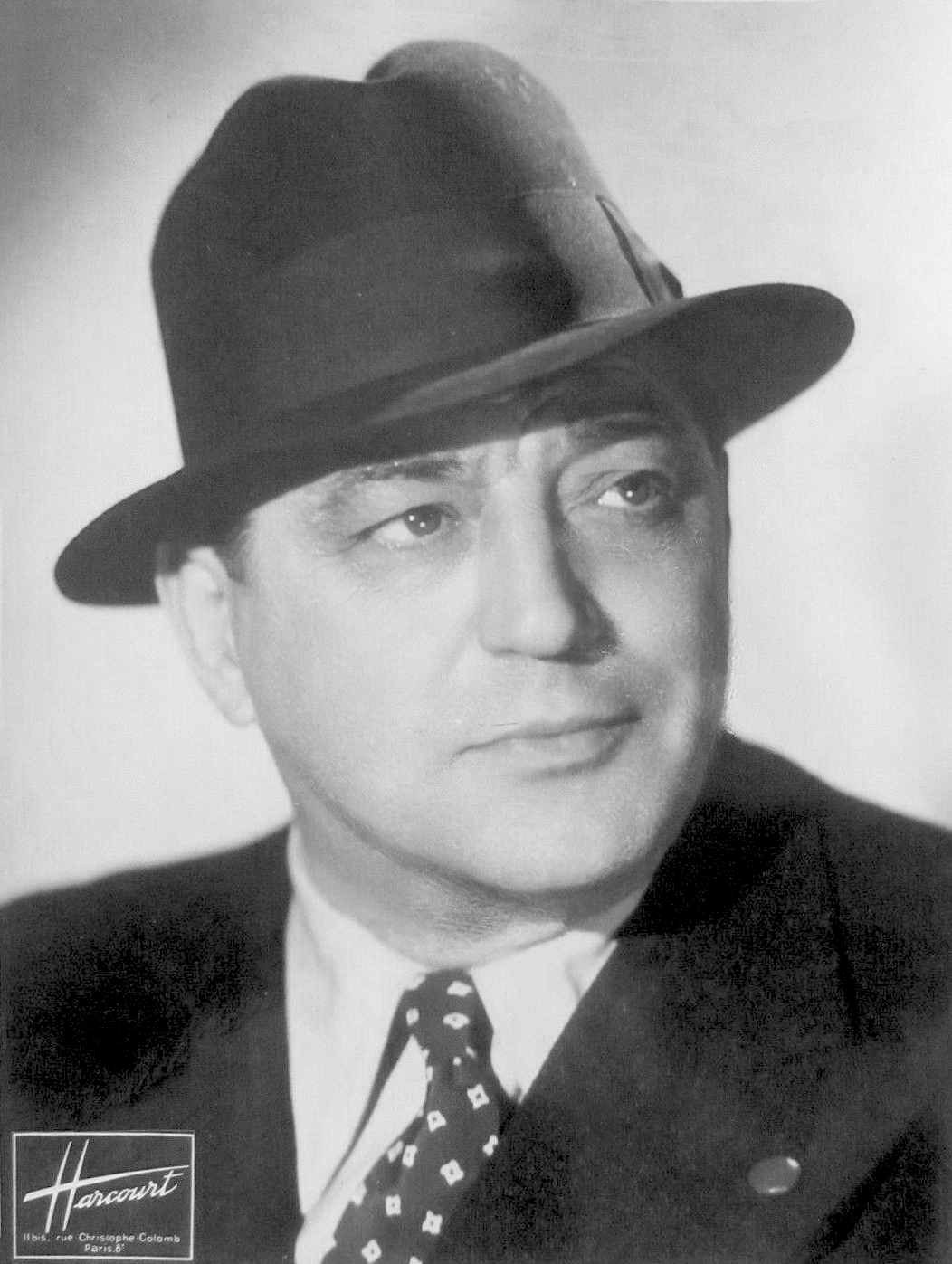
Doumel, (Fernand, l'associé de Marius)
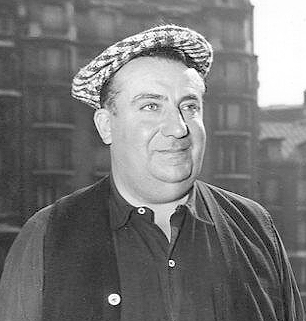
Paul Dullac (Félix Escartefigue, Capitain du Ferry-boat)

Vingt ans ont passé, Césariot est doué dans les études et il pourrait sortir major de l'école Polytechnique. Il a été élevé à grands frais par le généreux Panisse et croit sincèrement que ce dernier est son père biologique. Le poids des ans fait que Panisse, très âgé, va bientôt mourir. Le curé exigeant que la vérité soit révélée à Césariot, Panisse obtient néanmoins que Césariot n'apprenne la vérité sur ses origines qu'après son enterrement.
Ainsi, le jeune homme apprend par Fanny, avec une grande surprise, que son géniteur est en fait Marius, le fils de son propre parrain César (qui est donc aussi son grand-père). Voulant savoir qui est son père biologique, Césariot décide de le rencontrer incognito. Il se fait passer pour un journaliste afin de glaner des informations auprès de son entourage à Toulon où Marius possède un garage automobile. Au cours d'une partie de pêche en tête-à-tête dans les calanques, il découvre l'homme qu'est son père, et sa grande franchise l'incite à profondément s'attacher à lui. Pourtant, les affabulations de comptoir de Fernand, son associé, sèment à nouveau le doute dans son esprit. 
Profitant d'une visite professionnelle de Marius à Marseille, Césariot décide de crever l'abcès en provoquant une réunion de famille en présence de sa mère Fanny et de son grand-père César. À la suite d'une poignante explication, Césariot comprend que ses parents lui ont sacrifié leur jeunesse et leur amour afin que lui puisse bénéficier d'une éducation de qualité et être nanti de biens matériels. Le jeune adulte comprend aussi que sa situation était connue et acceptée de toute sa famille et son entourage.
Avec la complicité de César, il œuvre alors à ce que Marius et Fanny se retrouvent et vivent enfin leur amour, resté intact après vingt ans.

## Fiche technique
- Titre : César

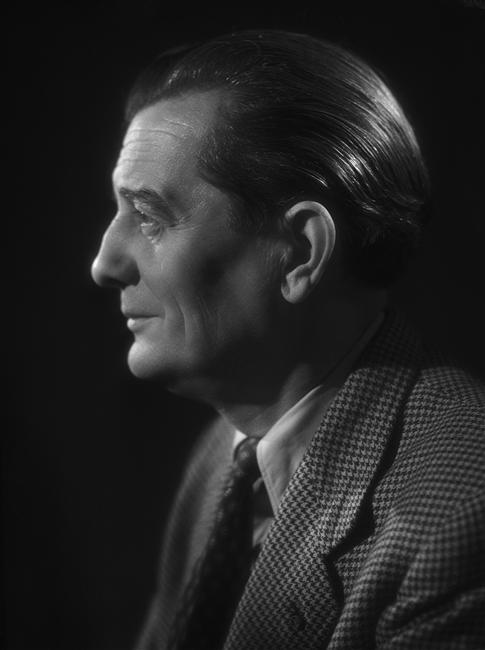
Marcel Pagnol

- Réalisation : Marcel Pagnol, assisté de Pierre Méré et Pierre Arnaudy[3]
- Scénario : Marcel Pagnol
- Photographie : Willy Faktorovitch
- Montage : Suzanne de Troeye[4], assistée de Jeannette Ginestet
- Décors : Marius Brouquier
- Son : Georges Gérardot[3]
- Musique : Vincent Scotto[3]
- Production : Marcel Pagnol pour Les Films Marcel Pagnol
- Tournage : extérieurs à Marseille, Toulon et Cassis ; intérieurs dans les studios Marcel Pagnol à Marseille, entre mai et août 1936
- Pays de production :  France
- Langue originale : français
- Format : noir et blanc — 35 mm — 1,37:1
- Genre : mélodrame
- Durée : 162 minutes[5] ; 140 minutes (ressortie en 2024)[6]
- Date de sortie :
  - France : 13 novembre 1936[5],[7]

## Distribution

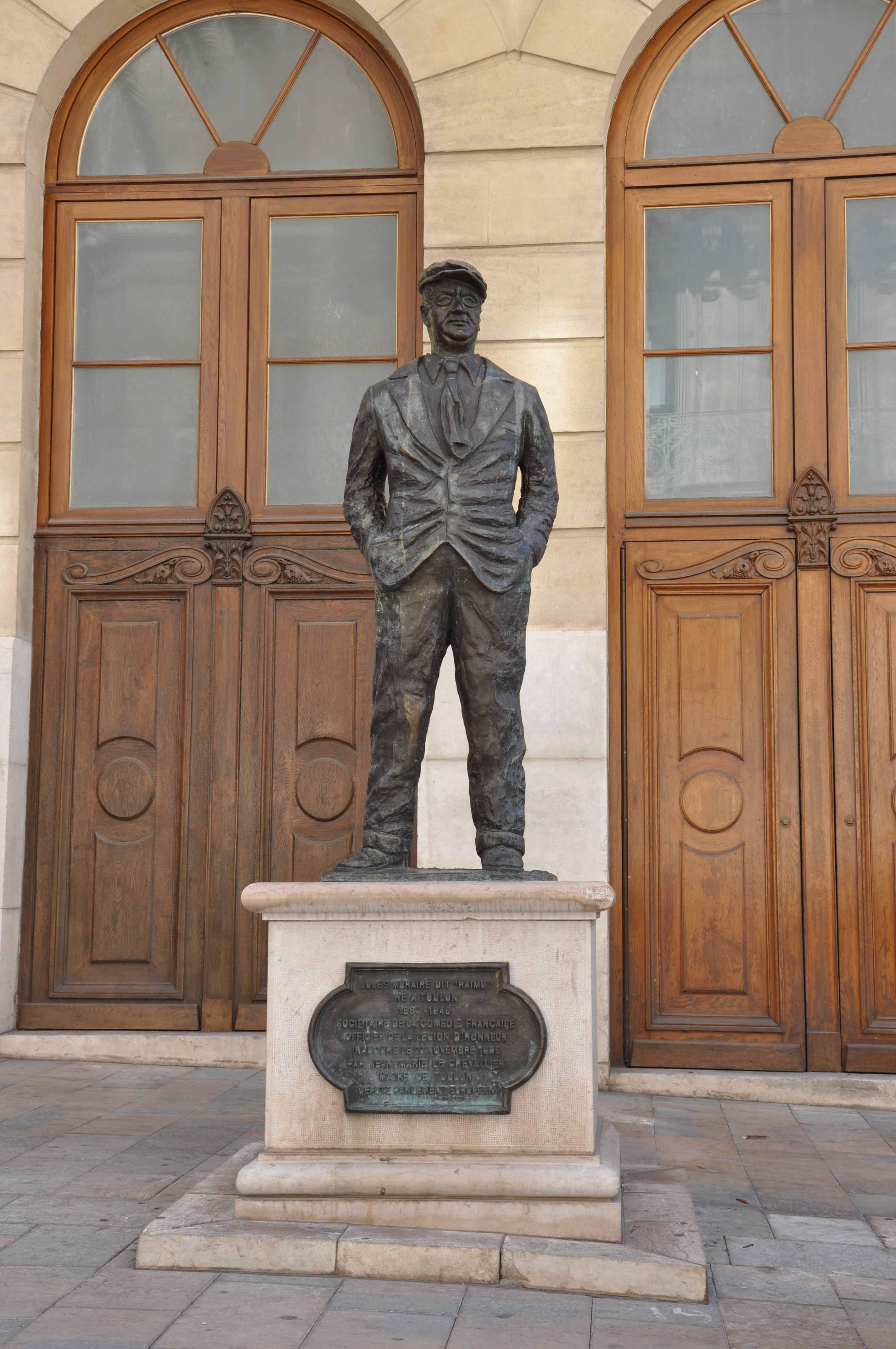
La statue de Raimu à Toulon (sa ville natale) le représente en personnage de César, le patron du bar de la marine

- Raimu : César Ollivier, patron du Bar de la Marine
- Pierre Fresnay : Marius Ollivier, son fils
- Orane Demazis : Fanny Panisse
- Fernand Charpin : Honoré Panisse, mari de Fanny
- André Fouché : Césariot Panisse, fils de Fanny et de Marius
- Alida Rouffe : Honorine Cabanis, mère de Fanny
- Milly Mathis : Claudine Foulon, tante de Fanny
- Paul Dullac : Félix Escartefigue, ancien capitaine du ferry-boat
- Robert Vattier : Aldebert[8] Brun dit « Monsieur Brun », vérificateur des douanes à la retraite
- Marcel Maupi : Innocent Mangiapan, le chauffeur du ferry-boat
- Édouard Delmont : Dr Félicien Venelle
- Jean Castan : l'enfant de chœur
- Robert Bassac : Pierre Dromard, ami parisien de Césariot
- Rellys : l'employé de Panisse
- Odette Roger : la bonne de l'hôtel
- Doumel : Fernand, l'associé de Marius

## Critiques
« Le film garde la qualité de cette saga tribale où se mêlent, s'aiment et surtout s'apostrophent des personnages qui sont à la fois les membres d'un pittoresque folklore régionaliste, et des types humains de valeur universelle. À travers d'homériques discussions de bistrot, ils évoquent le rêve de paradis lointains, le fossé des générations, les exigences du devoir moral au-delà des tricheries du quotidien. César conclut dignement le plus grand feuilleton populaire que le cinéma parlant ait apporté à cette époque. »

— Pierre Billard, L'Âge classique du cinéma français, Flammarion, 1995

## Autour du film
Pagnol raconte que, bloqué à la moitié du scénario, il parvient à retrouver l'inspiration en improvisant son récit pour une vieille dame, « une charmante nonagénaire, Mme Gaucherand, sœur aînée d'une antiquaire du Vieux-Port qui fournissait l'équipe en accessoires »; elle ne souhaite pas mourir sans connaître le dénouement de l'histoire. Faisant fi du réalisme, Pagnol place l'intrigue vingt ans plus tard et introduit parmi les personnages principaux, le fils de Marius et Fanny, prénommé Césariot. Le film sort le 13 novembre 1936, quatre ans après Fanny.
Afin de boucler la boucle, Pagnol adapte son scénario pour le théâtre. La pièce, première adaptation d'un film à la scène, est créée le 14 décembre 1946 au théâtre des Variétés où avait eu lieu une reprise de Marius et Fanny en 1942-43. Si Orane Demazis, Maupi, Milly Mathis et Robert Vattier retrouvent une dernière fois les rôles qui les ont rendus célèbres, Alida Rouffe et Fresnay, indisponibles, sont remplacés par Marguerite Chabert et Henri Alibert et le rôle de Césariot revient au jeune Raymond Pellegrin que Pagnol venait de faire tourner dans Naïs. Mais la création est endeuillée par la disparition en septembre de la même année de Raimu qu'Henri Vilbert ne parvient pas à faire oublier,,.

## Adaptations
- 1938 : Port of the Seven Seas, film américain de James Whale : scénario couvrant l'ensemble de la trilogie
- 1954 : Création à Broadway de la comédie musicale américaine Fanny, adaptant l'ensemble de la trilogie marseillaise
- 1961 : Fanny, adaptation cinématographique par Joshua Logan de la comédie musicale (mais sans numéros musicaux), avec Leslie Caron (Fanny), Charles Boyer (César) et Maurice Chevalier (Panisse)
- 2000 : César, téléfilm français de Nicolas Ribowski avec Roger Hanin (César) et Henri Tisot (Panisse)
- janvier 2009 : César, Fanny, Marius, pièce inspirée de la trilogie. Adaptation et mise en scène de Francis Huster. Avec Jacques Weber (César), Hafsia Herzi (Fanny) et Stanley Weber (Marius) au Théâtre Antoine.